# Saint-Haon-le-Vieux
Saint-Haon-le-Vieux ist eine französische Gemeinde mit 961 Einwohnern (Stand: 1. Januar 2022) im Département Loire in der Region Auvergne-Rhône-Alpes. Sie gehört zum Arrondissement Roanne und zum Kanton Renaison.

## Geographie
Die Gemeinde Saint-Haon-le-Vieux liegt am Ostrand der Monts de la Madeleine, etwa 13 Kilometer westnordwestlich von Roanne im Forez. Umgeben wird Saint-Haon-le-Vieux von den Nachbargemeinden Ambierle im Norden, Saint-Germain-Lespinasse im Nordosten, Saint-Romain-la-Motte im Osten, Renaison und Saint-Haon-le-Châtel im Süden sowie Saint-Rirand im Westen.

## Bevölkerungsentwicklung
| Jahr                       | 1962 | 1968 | 1975 | 1982 | 1990 | 1999 | 2006 | 2014 | 2022 |
| -------------------------- | ---- | ---- | ---- | ---- | ---- | ---- | ---- | ---- | ---- |
| Einwohner                  | 587  | 596  | 600  | 745  | 789  | 810  | 860  | 965  | 961  |
| Quellen: Cassini und INSEE |      |      |      |      |      |      |      |      |      |

## Sehenswürdigkeiten

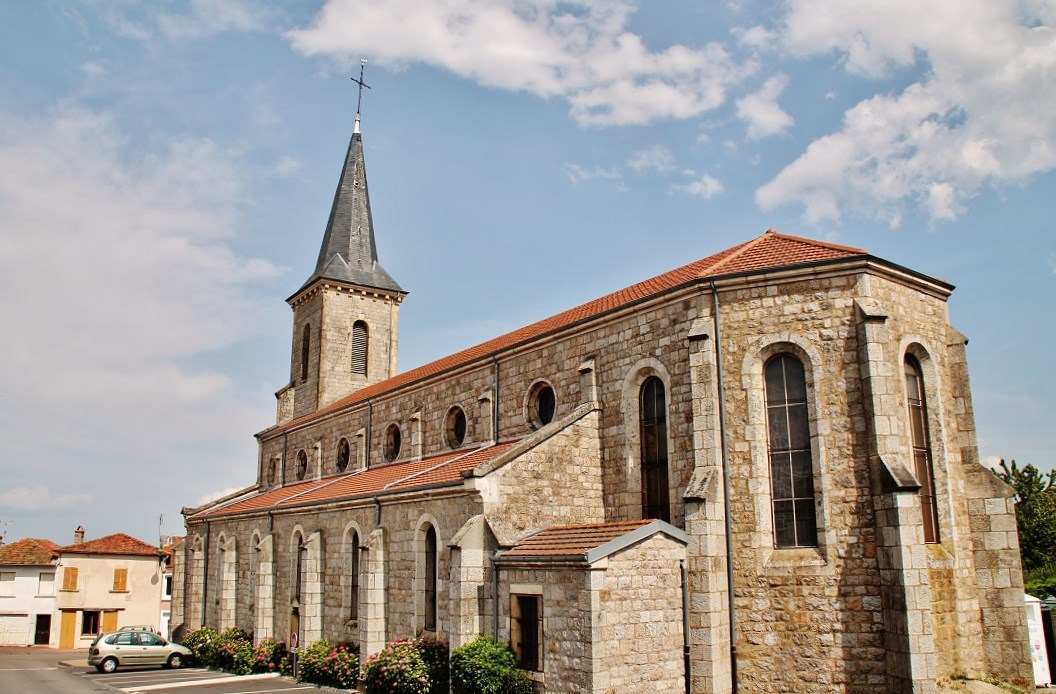
Kirche Sainte-Abonde
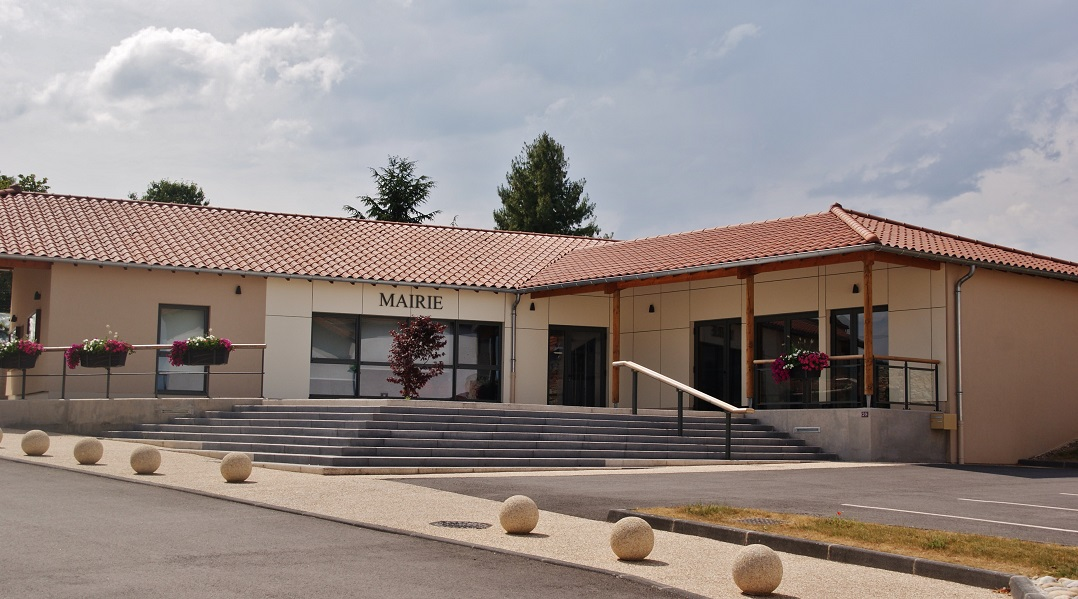
Schloss Champagny
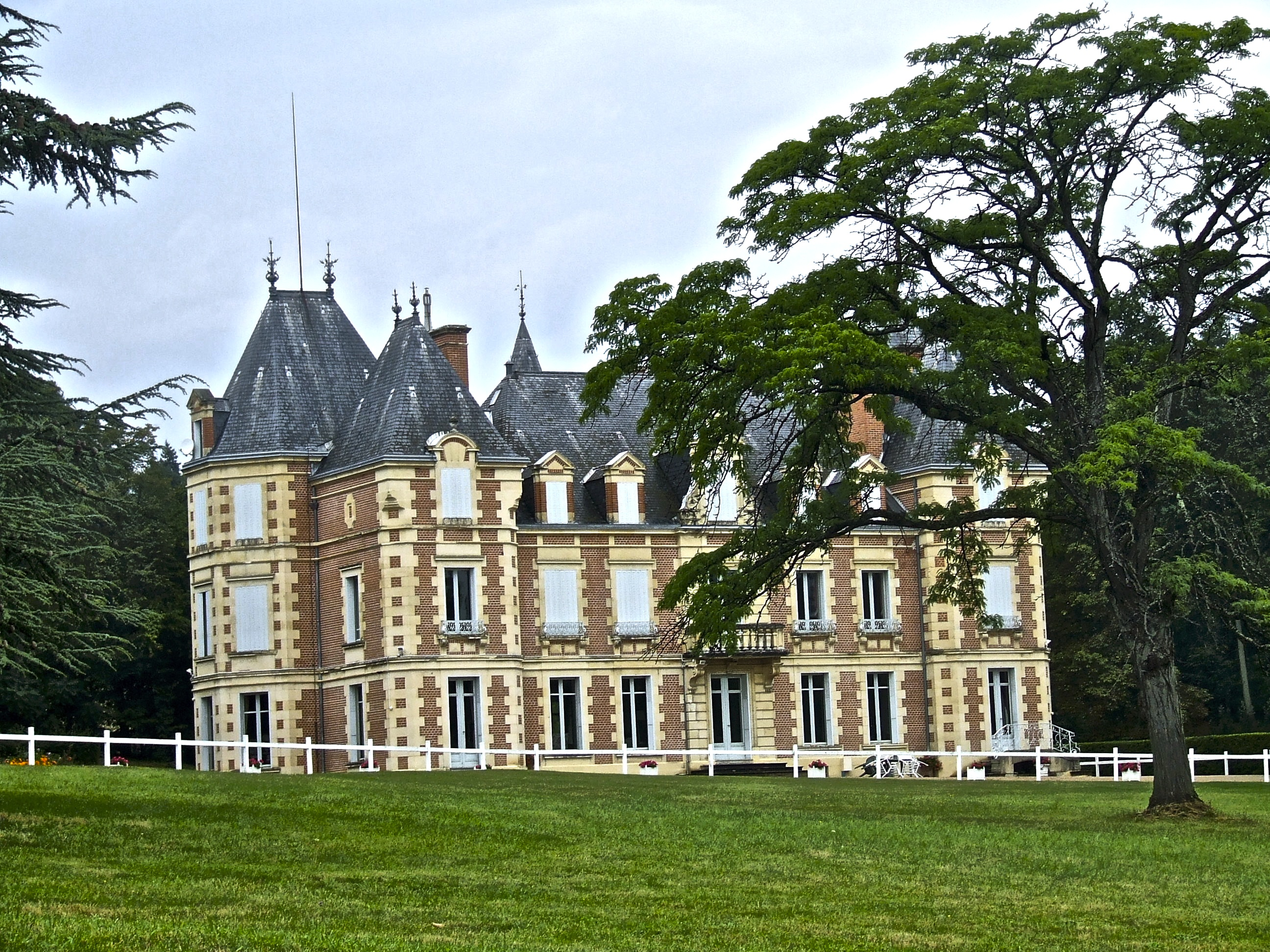
Schloss La Chambre

- Kirche Sainte-Abonde
- Mairie
- Schloss Champagny